# Pascal Junod
Pour les articles homonymes, voir Junod.
Pour l'historien de l'art, voir Philippe Junod.
Pascal Junod, né le 12 janvier 1957 à Genève, est un homme politique et avocat suisse.

## Biographie

### Parcours professionnel
Avocat de profession, il est associé avec Olivier Wyssa.
En décembre 1999, il est l'avocat, avec Pierre Schifferli, de l'ancien communiste Roger Garaudy lors d'un de ses procès,.
Depuis 2014, il est juge assesseur à la cour pénale de Genève.
Depuis 2016, il est le défenseur de l'essayiste d’extrême droite Alain Soral en Suisse. En 2020, il défend Dieudonné après le dépôt de plainte de la coordination intercommunautaire contre l'antisémitisme pour diffamation pour discrimination raciale et injure en lien avec les propos tenus en Suisse lors de son spectacle "En Vérité". En 2023, il défend aussi un négationniste condamné pour nier les crimes des nazis devant le Tribunal fédéral.
Il héberge l'adresse en Suisse de Damien Viguier l'avocat de Alain Soral en France ainsi que l'association les Amis genevois de la tolérance, association supporter de l'essayiste,.

### Activités associatives et culturelles
Pascal Junod, lors de ses études de droit à l'Université de Genève, est membre du Nouvel ordre social, un mouvement de tendance nationaliste-révolutionnaire, et proche du Cercle Culture et Liberté, animé par Daniel Cologne et Georges Gondinet. Le 27 mai 1976, alors qu'il a seulement 19 ans, il participe, avec quatre autres représentants du NOS, à une émission hebdomadaire de la RTS, « L’antenne est à vous », qui avait accordé 15 minutes au mouvement. En 1979, il fonde le groupe Forces Nouvelles.

#### Cercle Thulé
En 1983, il fonde le Cercle Thulé, dont l'objectif est de diffuser les travaux du GRECE (« Nouvelle Droite ») en Suisse romande. Junod devient le correspondant pour la Suisse de la revue Nouvelle École. Le Cercle Thulé organise en août 1987 et 1988 la célébration de la Lugnasad (fête du dieu Lug) dans le petit village de Vaulion. Plusieurs centaines de militants, venus de plusieurs pays d'Europe, y participent.
Le Cercle Thulé organise en 1998 un colloque consacré au philosophe et métaphysicien italien Julius Evola, intitulé « Julius Evola 1898-1998 : éveil, destin et expériences de terres spirituelles ». Parmi les participants, on dénombre Claudio Mutti, Christophe Levalois, Jean-Marc Vivenza, David Gattegno et Jean-Paul Lippi.

#### L'association étudiante du Cercle Proudhon
En 1984, il crée à l'Université de Genève une association d'étudiants, le Cercle Proudhon. Début 1985, le Cercle Proudhon organise à Genève un meeting sur Le Droit à l’identité: les orateurs sont J-G. Malliarakis, Guillaume Faye, Alain de Benoist, Pierre Vial, Robert Steuckers, l’Italien Marco Tarchi, l’Anglais Michael Walcker, l’Allemand Pierre Krebs. En novembre 1985, il organise une conférence-débat opposant Alain de Benoist et Jean Ziegler,,.
Le Cercle Proudhon restera actif : il invitera notamment Pierre Vial et Roger Garaudy, auteur négationniste, en 1999, Dominique Venner en 2001, Gabriele Adinolfi en 2014, et Georges Feltin-Tracol (Réfléchir & Agir) en 2019,.

#### Librairie Excalibur
À partir de 1983, il commence à faire paraître un catalogue de vente de livres par correspondance, sous le nom de Thulé - Centre national de la pensée européenne (plusieurs catalogues sont publiés par année). En décembre 1993, il inaugure la Librairie Excalibur à Genève, ouverte uniquement le samedi. À la suite d'une campagne de pression, notamment sur la régie immobilière, organisée par la Conseillère d'État Martine Brunschwig Graf, la librairie devra fermer une année plus tard.

#### Club de la Grammaire
Il anime aussi un Club de la Grammaire, dont l'objectif officiel est « la défense de la langue française ». Le club organise des séminaires consacrés à des auteurs littéraires tels Arthur Koestler, Henri Vincenot ou Pierre Gripari, et invite aussi des personnalités connues de la Droite radicale, telles que Pierre Vial, Robert Steuckers ou le chanteur identitaire Docteur Merlin.

#### Amitiés Robert Brasillach
En 1992, il est élu président de l’Association des amis de Robert Brasillach, écrivain antisémite et collaborationniste (condamné et fusillé en 1945). L'Association a été fondée en 1948 à Genève. Elle édite, depuis 1950, les Cahiers des amis de Robert Brasillach (CARB).

### Parcours politique

#### ASIN
En 2007, il est président de la section genevoise de l'Action pour une Suisse indépendante et neutre et président de l’Alliance des citoyens contribuables, un groupe de contribuables. La même année, il est élu membre assesseur de la Commission cantonale de recours de la police des étrangers par le Grand Conseil, sur présentation du Mouvement citoyens genevois — nomination dénoncée par l'association des juristes progressistes.

#### Passage à l'UDC
Membre de la section genevoise de l'Union démocratique du centre, il se présente aux élections fédérales en 1999 pour le Conseil national, sans succès.
À la suite d'un article publié en septembre 1999 par le journal Blick, qui qualifie ses activités culturelles d'« engagement extrémiste », le secrétaire général de l’UDC, Martin Baltisser, et son président Ueli Maurer, exigent sa démission. La section genevoise refuse dans un premier temps d’obtempérer mais, devant la menace de révocation de l'ensemble du comité brandie par les dirigeants du parti, Pascal Junod démissionne. Il assure avoir passé un accord de réadmission avec le parti en cas de succès de son dépôt de plainte contre le Blick, une réadmission que refusera Jacques Pagan. Junod accuse alors Pagan d'exercer « un pouvoir quasi dictatorial ». Il dénonce aussi des violations des statuts, un manque de transparence du parti sur le plan financier et une gestion anarchique caractérisée par l'absence d'ordre du jour et de procès-verbal. Plus tard, le Blick présentera des excuses à Pascal Junod pour avoir utilisé des méthodes diffamatoires, notamment un montage photographique.

## Clients notables
- Chloé Frammery[33]
- Alain Soral[33]
- Dieudonné[33]
- Roger Garaudy[34]